# Leistungsklasse A 2013/14
Die Saison 2013/2014 der Leistungsklasse A war die 25. Austragung der höchsten Spielklasse im Schweizer Fraueneishockey und zugleich die 28. Schweizer Meisterschaft. Den Titel gewann zum fünften Mal in der Vereinsgeschichte die Frauenmannschaft des HC Lugano.

## Modus
Der Spielmodus der Leistungsklasse A sieht eine Qualifikation bestehend aus Hin- und Rückrunde sowie Play-offs (Best of Five) und Play-outs vor. Die Hin- und Rückrunde besteht jeweils aus 10 Spielen je Mannschaft. Vor der Rückrunde werden die gesammelten Punkte halbiert. Nach der Qualifikation spielen die Mannschaften auf den Rängen 1–4 in den Play-offs um den Schweizer Meistertitel, während die Mannschaften auf Platz 5 und 6 in einer Best-of-Five-Serie den Teilnehmer an der Relegation gegen den Sieger der LKB ermitteln.
Die Spiele der Leistungsklasse A werden nach der Drei-Punkte-Regel gewertet: Für einen Sieg nach regulärer Spielzeit gibt es drei Punkte, für einen Sieg nach Verlängerung oder Penaltyschiessen zwei Punkte, für eine Niederlage nach Verlängerung oder Penaltyschiessen einen Punkt und für eine Niederlage nach regulärer Spielzeit null Punkte.

## Teilnehmer
Der DHC Langenthal stieg in der Vorsaison in die LKB ab und wurde durch den LKB-Meister SC Weinfelden ersetzt.
| Team                    | Trainer              | Spielstätte                          |
| ----------------------- | -------------------- | ------------------------------------ |
| HC Lugano               | Marzio Brambilla     | Resega, Lugano                       |
| SC Reinach              | Patrick Klopfenstein | Eishalle Oberwynental, Reinach       |
| EV Bomo Thun            | Markus Bühler        | Kunsteisbahn Grabengut, Thun         |
| HC Université Neuchâtel | Sven Schwab          | Patinoires du Littoral, Neuenburg    |
| ZSC Lions Frauen        | Daniela Diaz         | Kunsteisbahn Oerlikon (KEBO), Zürich |
| SC Weinfelden           | Daniel Zbinden       | Güttingersreuti, Weinfelden          |

## Hauptrunde

### Qualifikation
Abkürzungen: Sp = Spiele, S = Siege, OTS = Sieg nach Verlängerung o. Penaltyschiessen, N = Niederlagen
| Rang | Verein                  | Sp | S | OTS | OTN | N  | Tore  | Punkte |
| ---- | ----------------------- | -- | - | --- | --- | -- | ----- | ------ |
| 1.   | HC Lugano               | 10 | 9 | 0   | 0   | 1  | 76:20 | 27     |
| 2.   | ZSC Lions Frauen        | 10 | 8 | 0   | 0   | 2  | 73:09 | 24     |
| 3.   | HC Université Neuchâtel | 10 | 5 | 1   | 1   | 3  | 35:28 | 18     |
| 4.   | EV Bomo Thun            | 10 | 4 | 1   | 0   | 5  | 32:55 | 14     |
| 5.   | SC Reinach              | 10 | 2 | 0   | 1   | 7  | 24:53 | 7      |
| 6.   | DHC Langenthal          | 10 | 0 | 0   | 0   | 10 | 09:84 | 0      |

### Masterround
| Rang | Verein                  | Sp | S | OTS | OTN | N  | Tore  | Punkte |
| ---- | ----------------------- | -- | - | --- | --- | -- | ----- | ------ |
| 1.   | HC Lugano               | 10 | 9 | 0   | 0   | 1  | 67:29 | 41     |
| 2.   | ZSC Lions               | 10 | 9 | 0   | 0   | 1  | 75:10 | 39     |
| 3.   | HC Université Neuchâtel | 10 | 5 | 0   | 1   | 4  | 33:31 | 25     |
| 4.   | EV Bomo Thun            | 10 | 4 | 1   | 0   | 5  | 35:43 | 21     |
| 5.   | SC Reinach              | 10 | 2 | 0   | 0   | 8  | 27:58 | 10     |
| 6.   | DHC Langenthal          | 10 | 0 | 0   | 0   | 10 | 10:76 | 0      |

### Beste Scorer
Abkürzungen:  Sp = Spiele, T = Tore, V = Assists, Pkt = Punkte, SM = Strafminuten; Fett:  Bestwert
| Spieler           | Mannschaft              | Sp | T  | V  | Pkt | SM |
| ----------------- | ----------------------- | -- | -- | -- | --- | -- |
| Christine Hüni    | ZSC Lions               | 20 | 51 | 28 | 79  | 14 |
| Isabel Ménard     | HC Lugano               | 19 | 29 | 42 | 71  | 14 |
| Angela Taylor     | ZSC Lions               | 19 | 20 | 43 | 63  | 26 |
| Anja Stiefel      | HC Lugano               | 19 | 26 | 15 | 41  | 4  |
| Simona Studentová | HC Université Neuchâtel | 20 | 22 | 15 | 37  | 8  |
| Brooke Fernandez  | ZSC Lions               | 20 | 20 | 15 | 35  | 33 |
| Nicole Bullo      | HC Lugano               | 19 | 16 | 18 | 34  | 14 |
| Kacy Ambroz       | HC Lugano               | 16 | 15 | 15 | 30  | 22 |
| Katrin Nabholz    | ZSC Lions               | 16 | 12 | 18 | 30  | 8  |
| Romy Eggimann     | HC Lugano               | 19 | 18 | 11 | 29  | 14 |

## Play-offs
|  | Halbfinal | Halbfinal               | Halbfinal |                  |  | Final | Final                   | Final |
|  |           |                         |           |                  |  |       |                         |       |
|  |           |                         |           |                  |  |       |                         |       |
|  | 2.        | ZSC Lions Frauen        | 3         |                  |  |       |                         |       |
|  | 3.        | HC Université Neuchâtel | 0         |                  |  | 2.    | ZSC Lions               | 0     |
|  |           |                         |           |                  |  | 1.    | HC Lugano               | 3     |
|  |           |                         |           |                  |  |       |                         |       |
|  |           |                         |           | Spiel um Platz 3 |  |       |                         |       |
|  | 1.        | HC Lugano               | 3         |                  |  |       |                         |       |
|  | 4.        | EV Bomo Thun            | 0         |                  |  | 3.    | HC Université Neuchâtel | 3     |
|  |           |                         |           |                  |  | 4.    | EV Bomo Thun            | 1     |
|  |           |                         |           |                  |  |       |                         |       |

### Halbfinale
HC Lugano – EV Bomo Thun
| 1. März 2014 15:00 Uhr | HC Lugano | 20:1 (6:1, 5:0, 9:0) Spielbericht | EV Bomo Thun | Pista Reseghina, Porza Zuschauer: 75 |

| 2. März 2014 14:45 Uhr | EV Bomo | 0:4 (0:1, 0:2, 0:1) Spielbericht | HC Lugano | KEB Grabengut, Thun Zuschauer: 48 |

| 8. März 2014 14:45 Uhr | HC Lugano | 7:1 (2:0, 3:0, 2:1) Spielbericht Stand: 3:0 | EV Bomo | Pista Reseghina, Porza Zuschauer: 60 |

ZSC Lions – HC Université Neuchâtel
| 1. März 2014 20:15 Uhr | ZSC Lions Frauen | 4:1 (3:0, 1:1, 0:0) Spielbericht | HC Université Neuchâtel | KEBO Oerlikon, Zürich Zuschauer: 80 |

| 2. März 2014 16:30 Uhr | HC Université Neuchâtel | 1:6 (0:2, 1:3, 0:1) Spielbericht | ZSC Lions Frauen | Patinoires du Littoral, Neuenburg NE Zuschauer: 61 |

| 8. März 2013 20:15 Uhr | ZSC Lions Frauen | 6:0 (2:0, 4:0, 0:0) Spielbericht Stand: 3:0 | HC Université Neuchâtel | KEBO Oerlikon, Zürich Zuschauer: 90 |

### Spiel um Platz 3
| 15. März 2014 16:30 Uhr | HC Université Neuchâtel Mathilde Ravillard (19:59) Dominique Scheurer (25:48) Simona Studentová (41:48) | 3:1 (1:0, 1:1, 1:0) Spielbericht | EV Bomo Thun Soline Fohrer (31:03) | Patinoires du Littoral, Neuenburg NE Zuschauer: 135 |

### Finale
| 15. März 2014 20:00 Uhr | HC Lugano Nicole Bullo (1:20) Isabel Ménard (6:19) Romy Eggimann (54:36) | 3:1 (2:0, 0:1, 1:0) Spielbericht | ZSC Lions Frauen Christine Hüni (37:44) | Pista Resega, Porza Zuschauer: 107 |

| 16. März 2014 15:30 Uhr | ZSC Lions Frauen Melissa Feste (3:35) | 1:5 (1:0, 0:3, 0:2) Spielbericht | HC Lugano Sarah Forster (24:37) Anja Stiefel (25:29) Evelina Raselli (34:12) Isabel Ménard (41:13) Anja Stiefel (48:05) | KEB Oerlikon, Zürich Zuschauer: 166 |

| 22. März 2014 15:00 Uhr | HC Lugano Sarah Forster (5:16) Nicole Bullo (31:33) Isabel Ménard (41:30) Evelina Raselli (59:52) | 4:2 (1:0, 1:0, 2:2) Stand: 3:0 | ZSC Lions Frauen Alina Müller (44:24) Alina Müller (53:41) | Pista Resega, Porza Zuschauer: 1.500 |

### Kader des Schweizer Meisters
| Schweizer Meister Ladies Team Lugano | Torhüter: Sophie Anthamatten, Luana Jam, Sasha Ronchi Abwehr: Celine Abgottspon, Kacy Ambroz, Nicole Bullo, Nathalie Buser, Claudia Cantamessi, Sarah Forster Angriff: Laura Desboeufs, Romy Eggimann, Kristine Horn, Isabel Ménard, Bettina Meyer, Evelina Raselli, Anja Stiefel Trainerstab: Marzio Brambilla |

### Beste Scorer
Abkürzungen: Sp = Spiele, T = Tore, V = Assists, Pkt = Punkte, SM = Strafminuten; Fett: Bestwert
| Spieler         | Mannschaft | Sp | T | V  | Pkt | SM |
| --------------- | ---------- | -- | - | -- | --- | -- |
| Isabel Ménard   | HC Lugano  | 6  | 8 | 15 | 23  | 4  |
| Romy Eggimann   | HC Lugano  | 6  | 4 | 10 | 14  | 4  |
| Anja Stiefel    | HC Lugano  | 6  | 7 | 5  | 12  | 0  |
| Christine Hüni  | ZSC Lions  | 6  | 6 | 5  | 11  | 4  |
| Kristine Horn   | HC Lugano  | 6  | 3 | 8  | 11  | 2  |
| Kacy Ambroz     | HC Lugano  | 6  | 5 | 4  | 9   | 12 |
| Evelina Raselli | HC Lugano  | 6  | 4 | 5  | 9   | 6  |
| Nicole Bullo    | HC Lugano  | 5  | 2 | 7  | 9   | 2  |
| Sara Benz       | ZSC Lions  | 6  | 3 | 5  | 8   | 4  |
| Angela Taylor   | ZSC Lions  | 6  | 2 | 6  | 8   | 8  |

## Play-outs
| 1. März 2014 20:15 Uhr | SC Reinach | 2:4 (1:2, 0:1, 1:1) | SC Weinfelden | KEB Oberwynental, Reinach AG Zuschauer: 101 |

| 2. März 2014 19:00 Uhr | SC Weinfelden | 1:4 (0:1, 1:3, 0:0) Spielbericht | SC Reinach | Güttingersreuti, Weinfelden Zuschauer: 102 |

| 8. März 2014 13:30 Uhr | SC Reinach | 4:3 n. V. (1:1, 1:2, 1:0, 1:0) Spielbericht Stand: 2:1 | SC Weinfelden | KEB Oberwynental, Reinach AG Zuschauer: 60 |

Da sowohl der Meister der Leistungsklasse B, der Fribourg Ladies HC, als auch der Vizemeister (Biasca/Chiasso) auf einen Aufstieg in die LKA verzichteten, verblieb der SC Weinfelden in der höchsten Spielklasse. Die Liga-Qualifikation (Relegation) wurde daher nicht ausgespielt.

## Auszeichnungen
Play-off MVPIsabel Ménard (Ladies Team Lugano)
Angela Taylor (ZSC Lions)
Swiss Hockey Woman of the Year 2013/2014Florence Schelling (EHC Bülach)